# 寵物先生
寵物先生（1980年—），本名王建閔，台灣推理小說家及評論家，台灣推理作家協會成員，曾獲2007年第5屆台灣推理作家協會徵文獎首獎、2009年第1屆島田莊司推理小說獎首獎。台灣大學資訊工程系畢業，現職為軟體工程師，平日亦積極推動推理相關活動，如創作與為推理小說書寫導讀。
自大一時讀了《殺人雙曲線》（西村京太郎著）與《紋身殺人事件》（高木彬光著）後，就立誓要一生追求令人感動的推理作品。在學期間積極參加校內推理小說研究社，畢業就職之後更仍眷戀不捨，自認是一位執著的推理社員。不希望推理小說只侷限於一種類型，而希望能時常看到多采多姿的推理小說，唯至今仍較鍾愛本格派，尤喜愛島田莊司、東野圭吾等日系本格派作家的作品。

## 作品列表

### 長篇
- 《虛擬街頭漂流記》，2009年（皇冠文化）。為第一屆島田莊司推理小說獎首獎作品。
- 《追捕銅鑼衛門：謀殺在雲端》，2013年（讀癮出版）。
- 《S.T.E.P.》，2015年（皇冠文化）。與陳浩基合著。

### 短篇
- 〈名為殺意的觀察報告〉，2006年， 收錄於《魅影殺機》（明日工作室），第四屆人狼城推理文學獎入圍作
- 〈犯罪紅線〉，2007 年，收錄於《誘殺》（明日工作室），第五屆人狼城推理文學獎首獎
- 《吾乃雜種》，2008 年，短篇集（明日工作室）
  - 〈特斯拉之死〉
  - 〈吾乃雜種〉
- 紫色的等待，2022年，收錄於《故事的那時此刻》（博識圖書）[1]

## 腳註
1. ↑  ISBN 978-6269648177

## 外部連結
- 作家的部落格 （页面存档备份，存于）
- 台灣推理作家協會